# أذن القطة الروبرتية
أذن القطة الروبرتية (الاسم العلمي:Hypochaeris robertia) هي نوع من النباتات يتبع جنس أذن القطة من الفصيلة النجمية.